# Georgsbrunnen (Dresden)

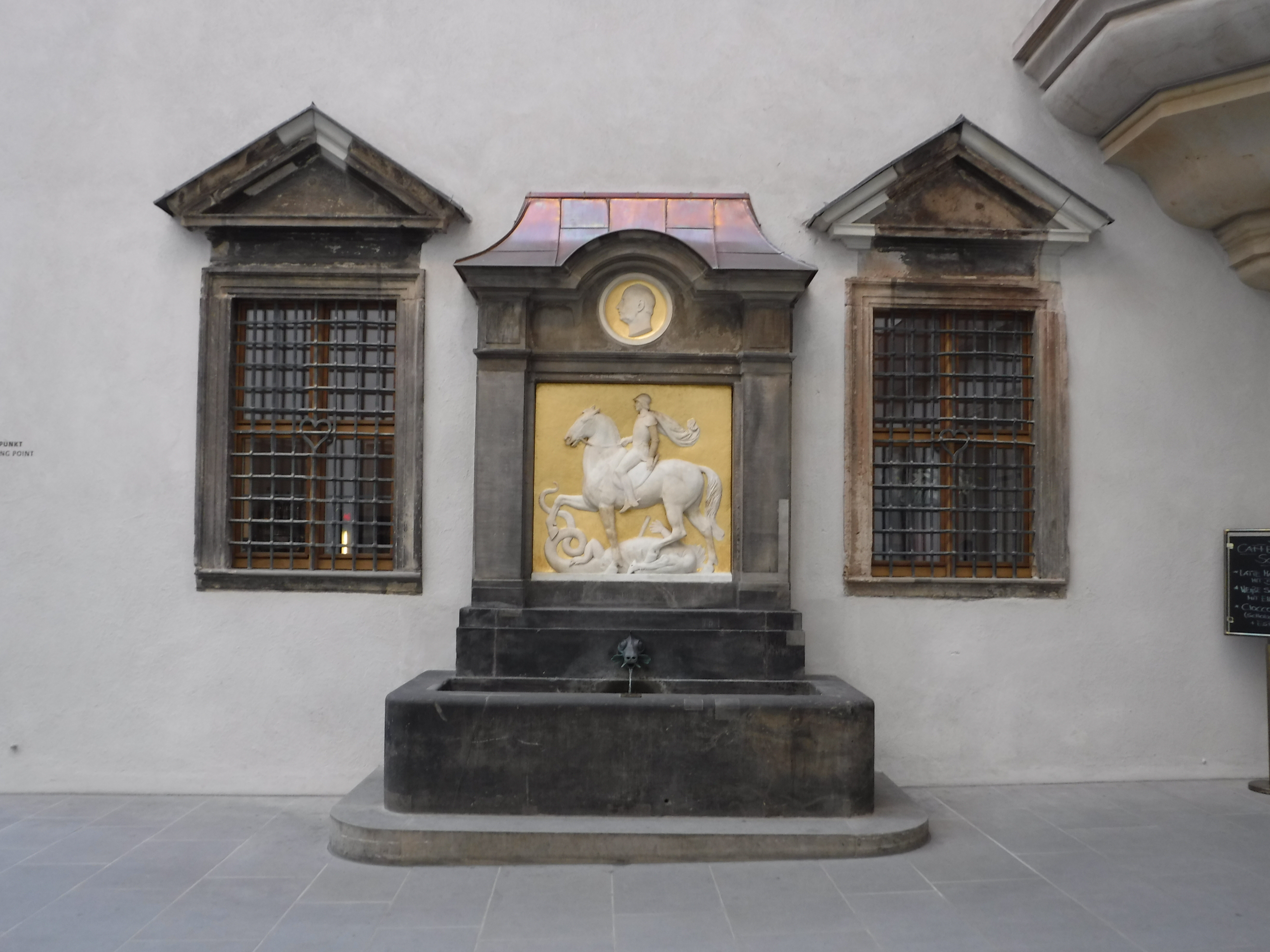
Georgsbrunnen

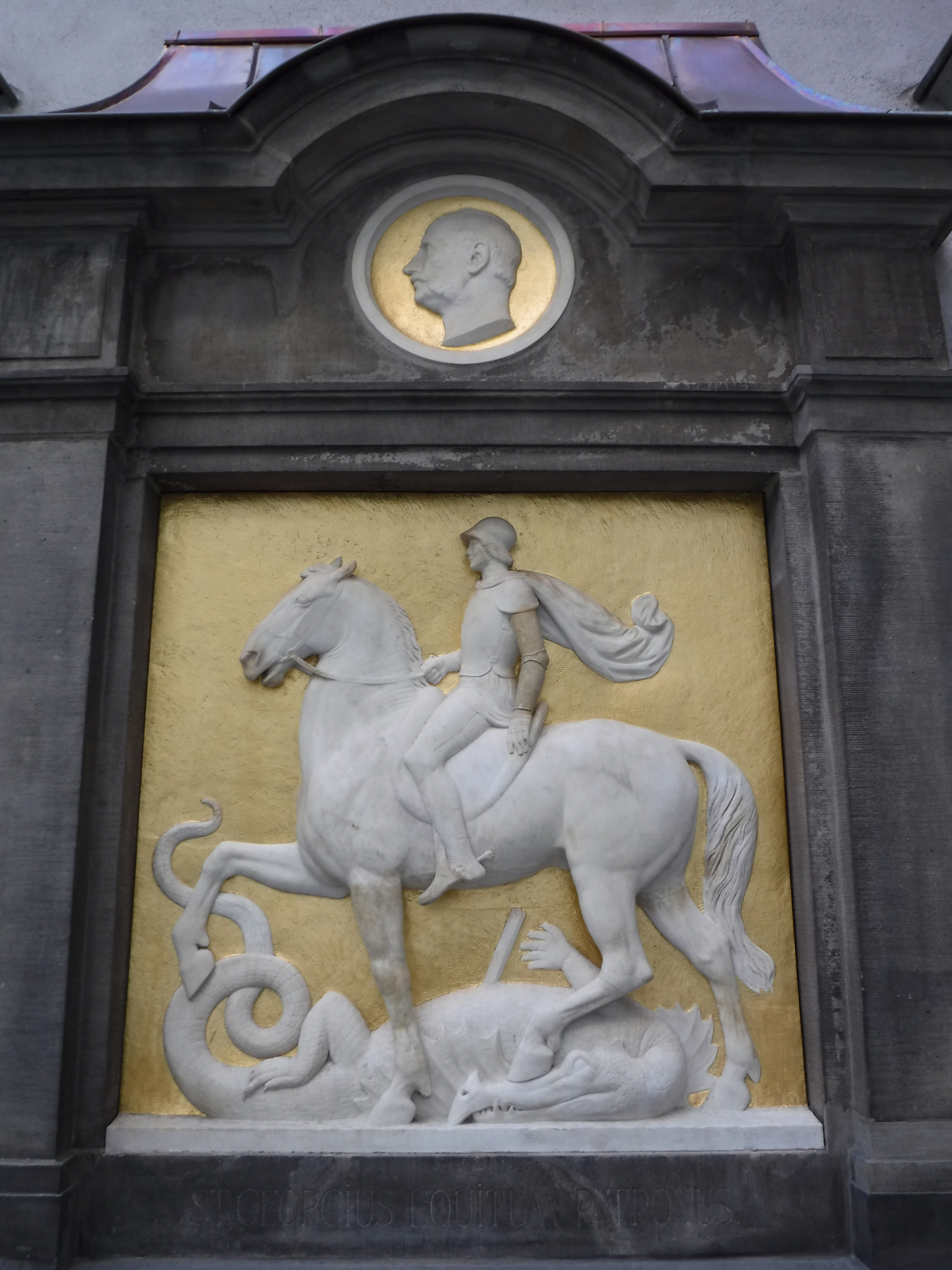
St.-Georgs-Relief und Medaillon für König Georg

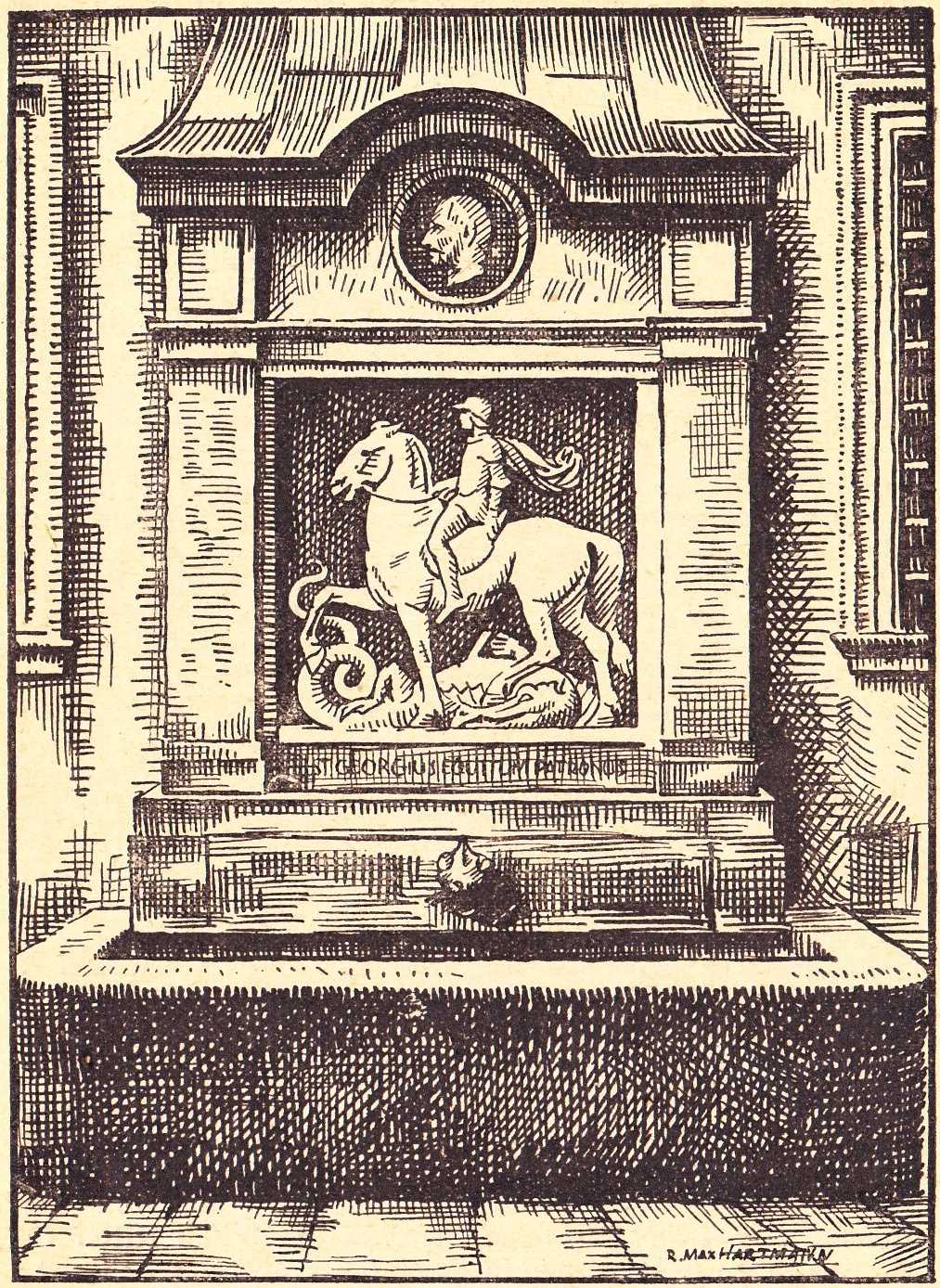
Zeichnung von 1924

Der Georgsbrunnen ist ein 1904 von Artur Volkmann geschaffener Brunnen im kleinen Schlosshof des Dresdner Residenzschlosses.

## Geschichte
Der gebürtige Leipziger Artur Volkmann schuf den Brunnen im Jahr 1904 in seiner Werkstatt in Rom zum Gedächtnis an den im gleichen Jahr verstorbenen König Georg von Sachsen. Auftraggeber war das königlich-sächsische Ministerium des Innern. Zuvor wurde der im Leipziger Kunstverein ausgestellte Entwurf vom akademischen Rat einstimmig zur Ausführung empfohlen. Bezahlt wurde der Brunnen mit Mitteln aus dem Fonds für Kunstzwecke der sächsischen Regierung.
Der Brunnen befindet sich, eingebettet zwischen zwei Fenstern, an der Südseite des kleinen Schlosshofes im Dresdner Residenzschloss. Bei dessen Zerstörung im Zweiten Weltkrieg wurde der Brunnen beschädigt, konnte aber im Zuge der Restauration des Schlosses 2009 wieder der Öffentlichkeit übergeben werden.

## Beschreibung
Auf einer umlaufenden Stufe steht ein niedriges rechteckiges Brunnenbecken aus Sandstein. Dieses stand schon lange vor der Verwendung im Brunnen an dieser Stelle und war die Endstelle einer alten Rohrleitung. In dieser wurde Wasser vom Heiligen Born in Leubnitz zum Schloss befördert. Am Becken ist ein Wasserspeier in Form eines Drachenkopfes im Jugendstil angebracht. Zwischen Becken und Relief befindet sich die Inschrift „ST GEORGIUS EQUITUM PATRONUS“ (deutsch: St. Georg Schutzpatron der Reiter). Darüber ist auf einem Relief aus weißem italienischen Marmor der heilige Georg dargestellt wie er nach dem Kampf über den besiegten Drachen schreitet. Signiert ist das Relief mit „A. VOLKMANN, 1904. ROM.“ Über der Reliefplatte befindet sich ein rundes Medaillon mit einem Porträt König Georgs. Ein mit Kupferblech belegtes Dach schließt den Brunnen oben ab.
Nicht zu verwechseln ist der Brunnen mit dem St. Georgsbrunnen, 1886 von Ernst Hähnel geschaffen und vor der Sophienkirche aufgestellt.

## Kritik
Ludwig Volkmann beschrieb 1906 das Georgs-Relief des Brunnens als positives Beispiel des Genres. Insgesamt sei der Brunnen ein gutes neues Werk im öffentlichen Leben.

## Galerie

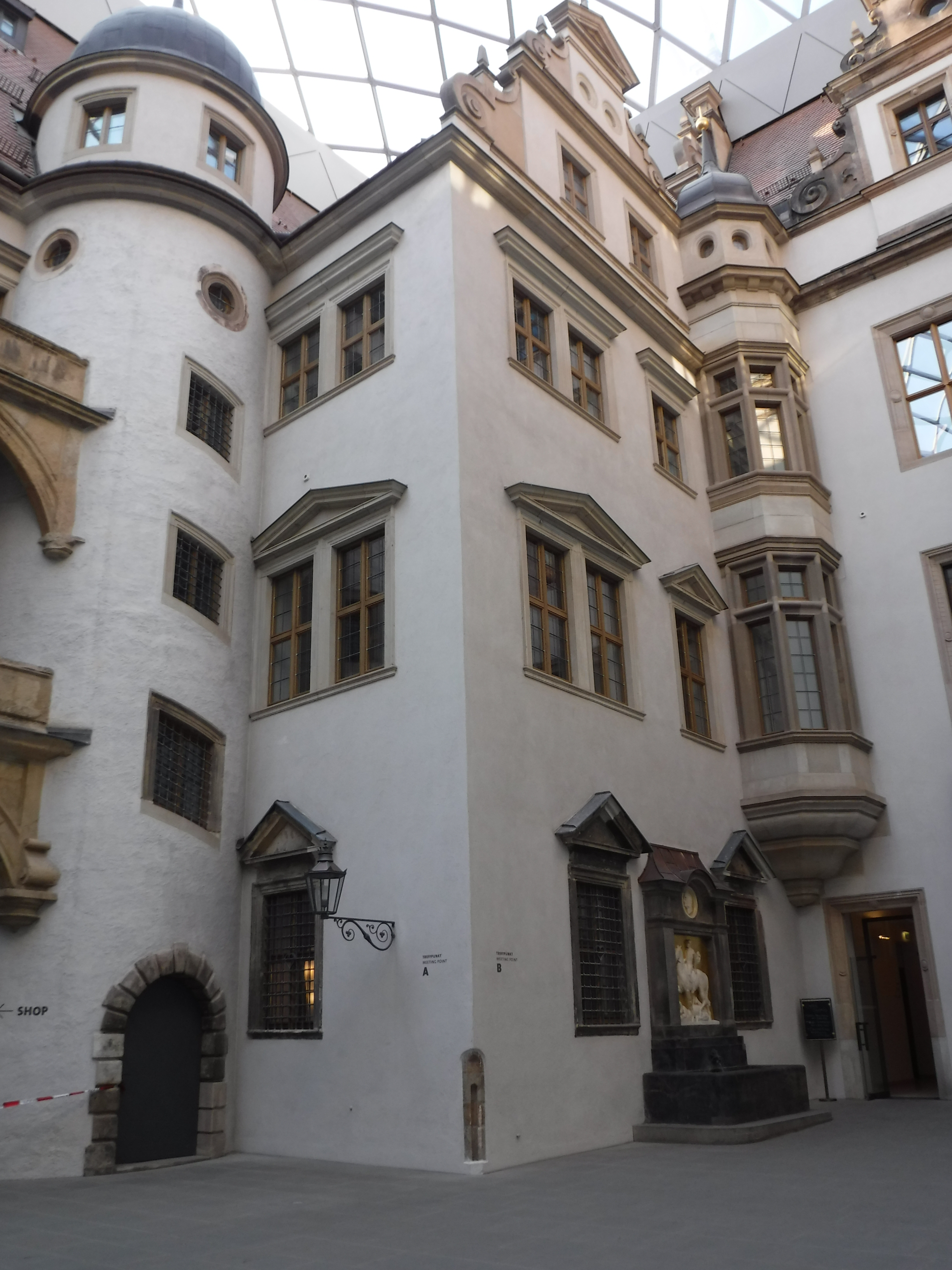
Südwestecke des Kleinen Schlosshofes mit Brunnen
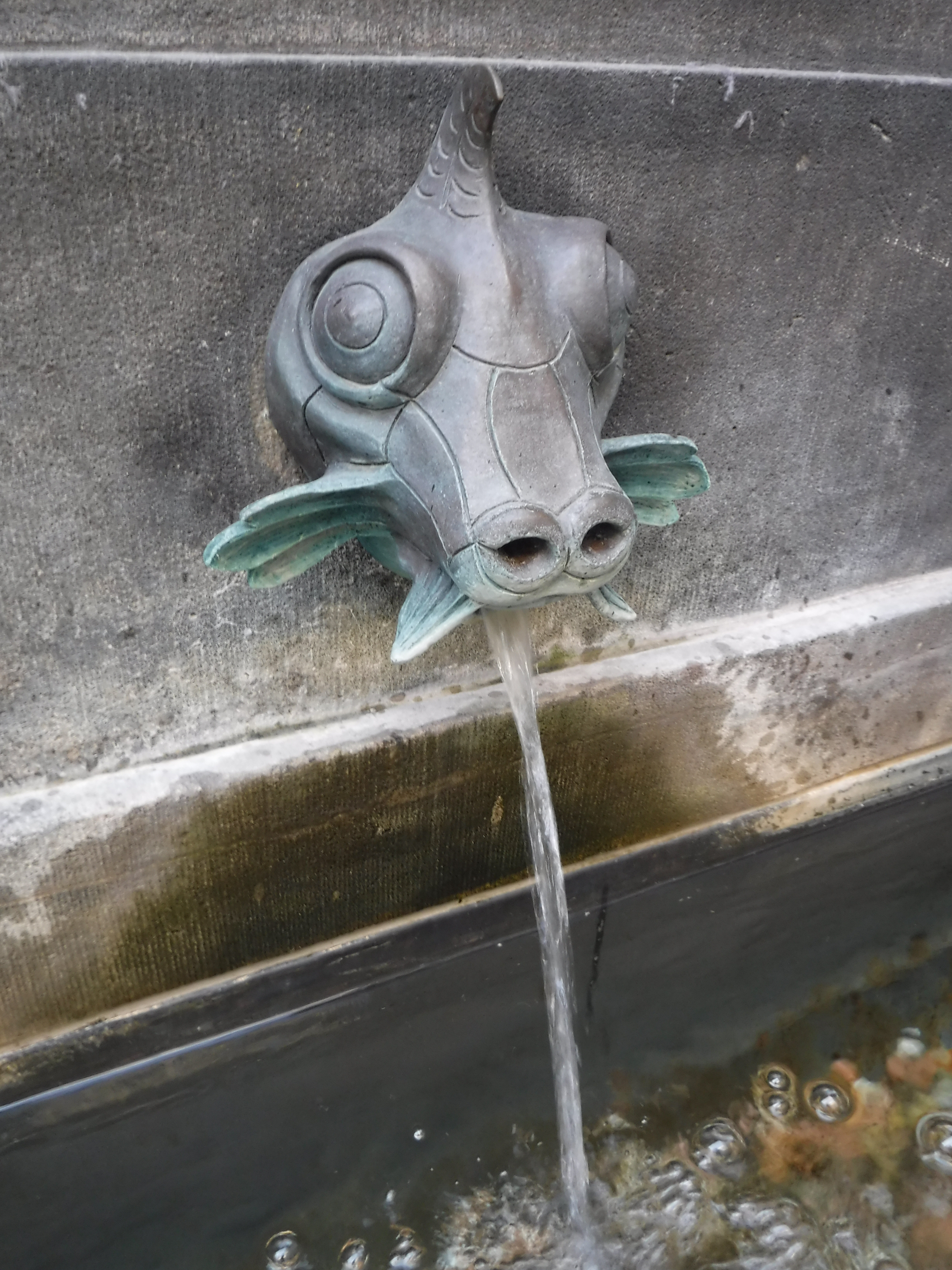
Wasserspeier
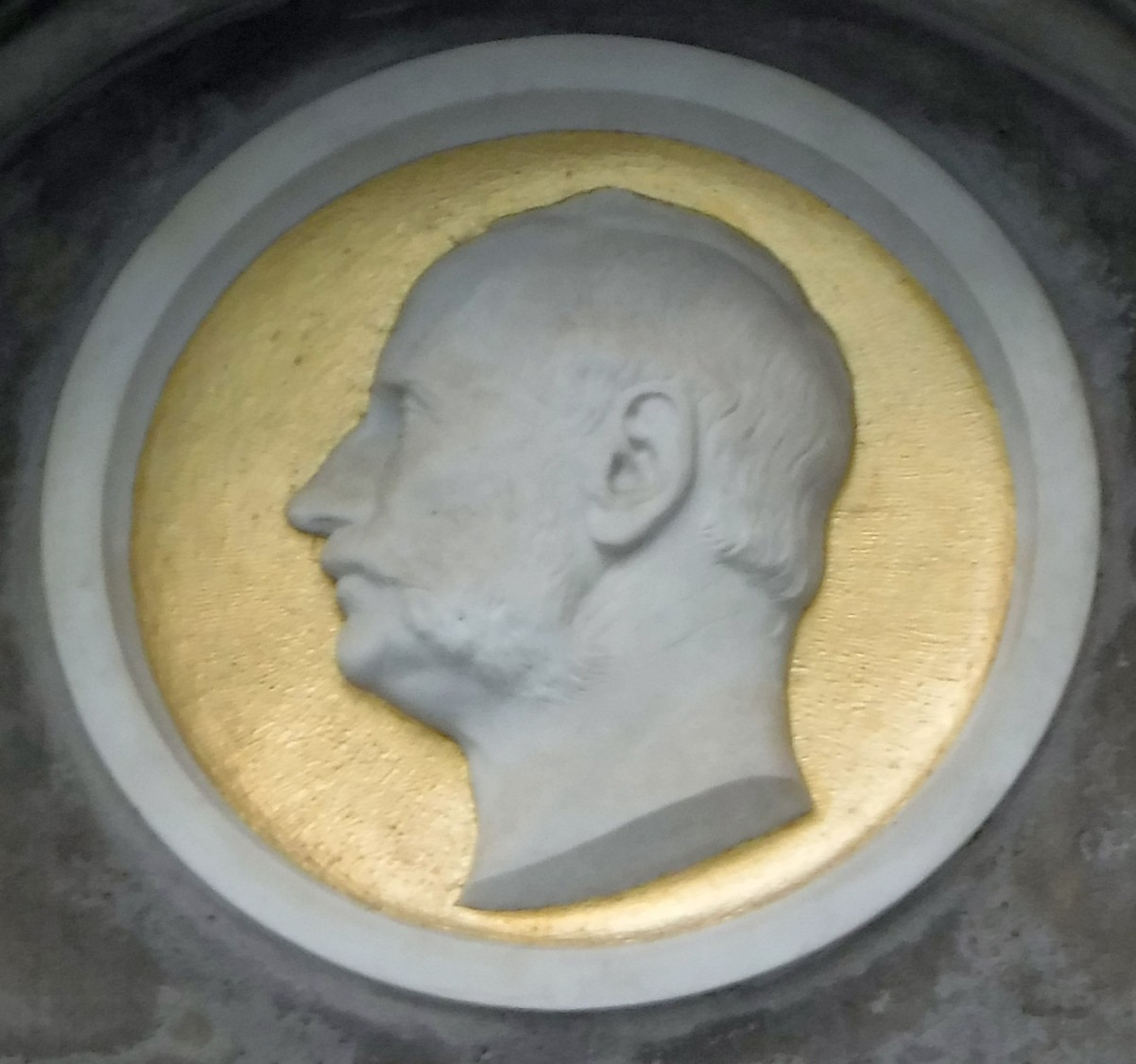
Medaillon für König Georg
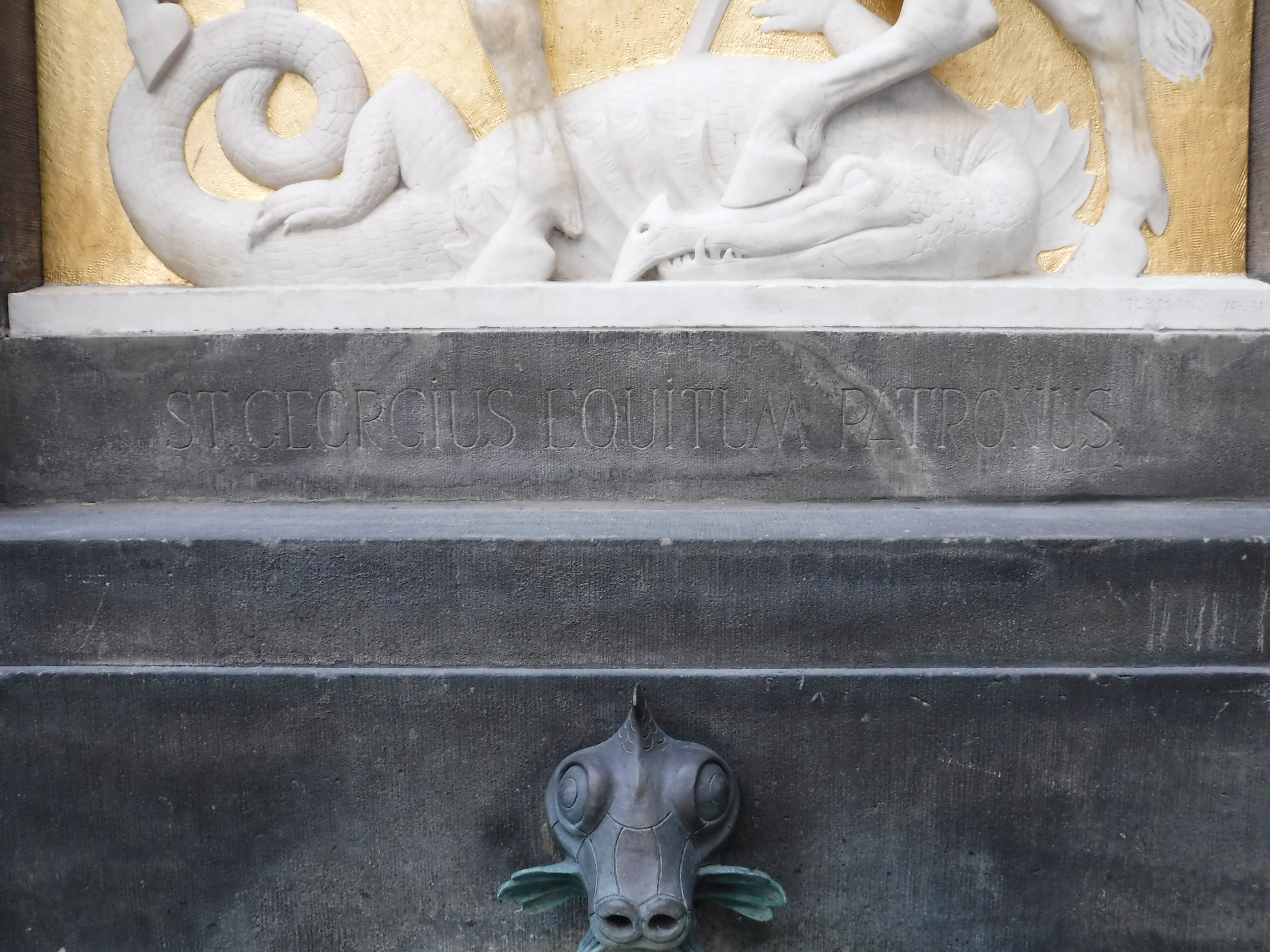
Inschrift
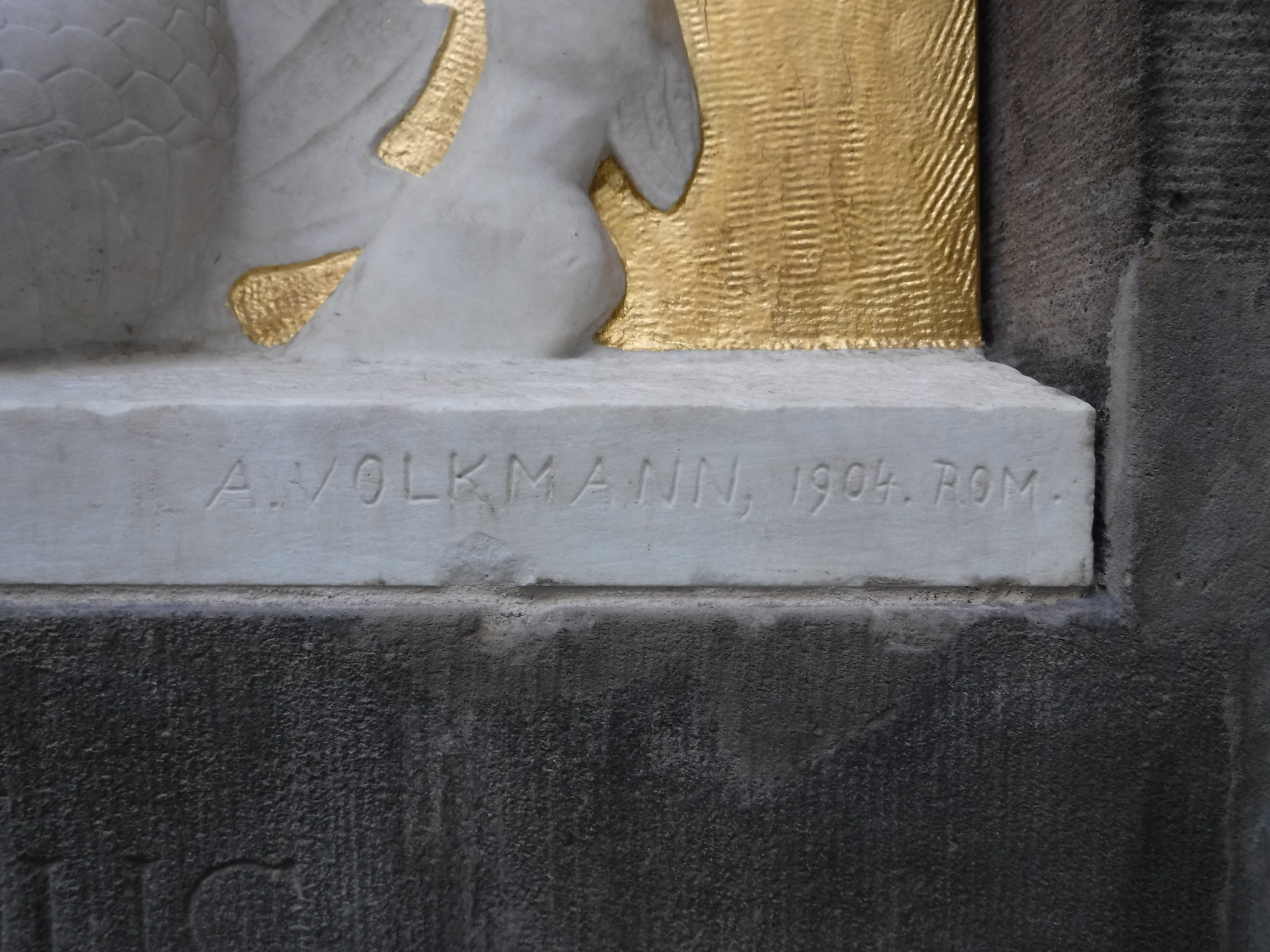
Signatur Artur Volkmanns